# インタフェース記述言語
インタフェース記述言語（英: Interface Description Language, IDL）はソフトウェアコンポーネント間のインタフェース記述を目的とするドメイン固有言語の総称である。インタフェース定義言語（英: Interface Definition Language）とも呼ばれる。

## 概要
インタフェースは任意の言語で記述しうる。しかし汎用言語を用いた場合、その言語仕様によってインターフェースの自由度が下がる場合がある。例えばC言語の関数定義を用いてインタフェースを定義した場合、シグネチャの型がC言語のデータ型に制約されてしまう。これを避けるためには既存言語から中立なインタフェース記述に特化した言語を用いればよい。これがインタフェース記述言語である。
言語中立な言語で書かれたインタフェース定義は、異なるプログラミング言語で書かれたソフトウェアコンポーネント間の通信を可能にする。例えば、C++とJavaで書かれたコンポーネント間などに利用できる。また遠隔手続き呼出しでも同様であり、リンクの両端にある異なるOSのシステム間での通信を可能にする。
インタフェースは関数構造とオブジェクト型をしばしば定める。ゆえに IDL はオブジェクト記述に重きを置いたスキーマ記述言語 (SDL) とオーバーラップする部分が多い。例えば Protocol Buffers は rpc キーワードを用いてRPC関数のインターフェースを定めるため IDL と言える一方、message キーワードを用いてオブジェクト型を定めるため SDL とも言える。

## 例
- IDL specification language: クイーンズ大学で開発された独自のインタフェース記述言語
- Microsoft Interface Definition Language (MIDL): マイクロソフトによる（DCEに基づいている）
- Open Service Interface Definitions (OSIDs): Open Knowledge Initiativeによる（サービス指向アーキテクチャ向け）
- Protocol Buffers: Google による
- WSDL: SOAPの記述言語
- Thrift IDL: Apache Thrift フレームワーク内で使用
- OpenAPI Specification: REST API を記述
- GraphQL: WebAPI を記述[2]

## インタフェース記述言語を使用するシステムの例
- ONC RPC: （サン・マイクロシステムズ）
- DCE:  (The Open Group)
- System Object Model:  (IBM)
- CORBA:  (OMG)
- SOAP:  (W3C)
- Protocol Buffers: (Google)
- Swagger（英語版）: OpenAPI で REST API を記述するソフトウェア実装